# Adolf Loos
Adolf Loos (Brno, Moràvia, Imperi Austrohongarès, 10 de desembre de 1870 - Kalksburg (Viena), 23 d'agost de 1933) fou un arquitecte austríac i un dels pioners de l'arquitectura moderna.
Després d'estudiar al Politècnic de Dresden, va viure als Estats Units durant tres anys (1893 - 1896). Allà visità l'Exposició de Chicago i s'entusiasmà per l'arquitectura americana.
El 1896 s'establí a Viena, esdevenint amic d'alguns dels protagonistes de les avantguardes artístiques europees de l'època, com l'escriptor i periodista Karl Kraus, el músic Arnold Schönberg, el poeta Peter Altenberg, i els pintors Oscar Kokoschka i Tristan Tzara. Va polemitzar amb els modernistes (Sezession vienesa), que per ell representaven un gust ja superat per la realitat contemporània.
És considerat un dels precursors del racionalisme arquitectònic. Segons Loos, l'arquitectura ha de ser pràctica i, per tant, no pot ser un art; d'aquí sorgeix la necessitat moral d'eliminar qualsevol decoració inútil. Compensa aquesta reducció ornamental amb l'ús de materials nobles i texturats com la fusta o la pedra, fa servir el que anomena "sinceritat constructiva" (no enganyar en l'ús dels materials ni amb la seva aparença), i estudia en profunditat les complexitats en la distribució de l'espai en tres dimensions (Raumplan).
Entre les seves obres, tendents a l'eliminació ornamental, hi trobem la intervenció al Café Museum de Viena (1899), la Villa Karma a Montreux (1903), les cases Steiner i a Michaerlerplatz de 1910, ambdues a Viena i la casa de Tristan Tzara a París (1926).
Després de la I Guerra Mundial fou breument arquitecte en cap de la ciutat de Viena (1920 - 1922).

## Escrits
El 21 de gener de 1910 pronuncia a Viena la conferència "Ornament und Verbrechen" (Ornament i crim), un text provocatiu en el qual subratlla la utilitat social de la producció d'objectes amb formes simples i funcionals. El text fou publicat per primer cop el 1913 en francès. Per aquest escrit Loos és considerat un dels fundadors del racionalisme arquitectònic europeu i del gust arquitectònic modern.

## Obres principals
El seu primer projecte data del 1903: la reestructuració de Villa Karma situada a Montreux i caracteritzada per l'extrema simplificació de les superfícies i pel rigorós estudi volumètric.

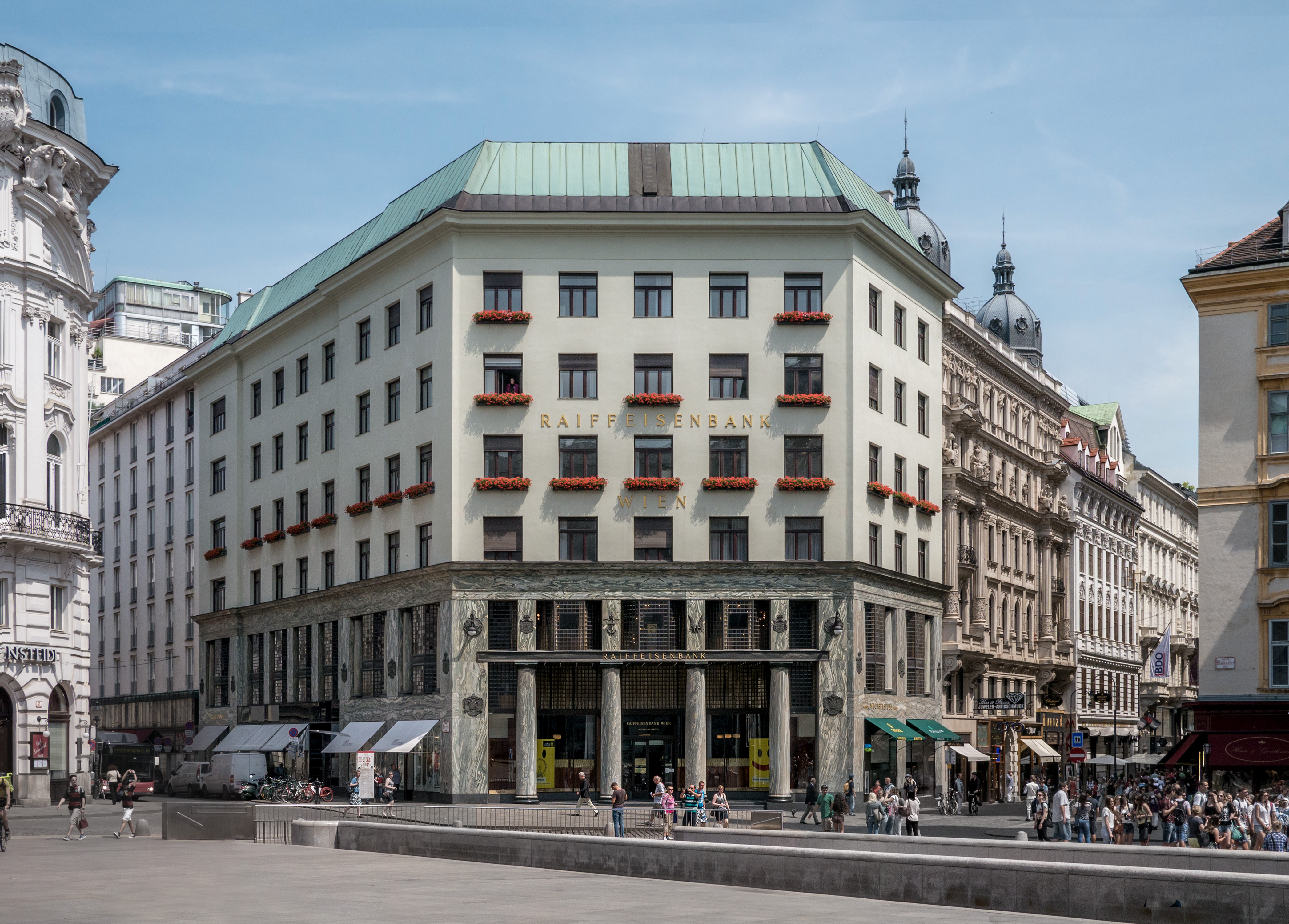
Casa a Michaelerplatz, Viena.

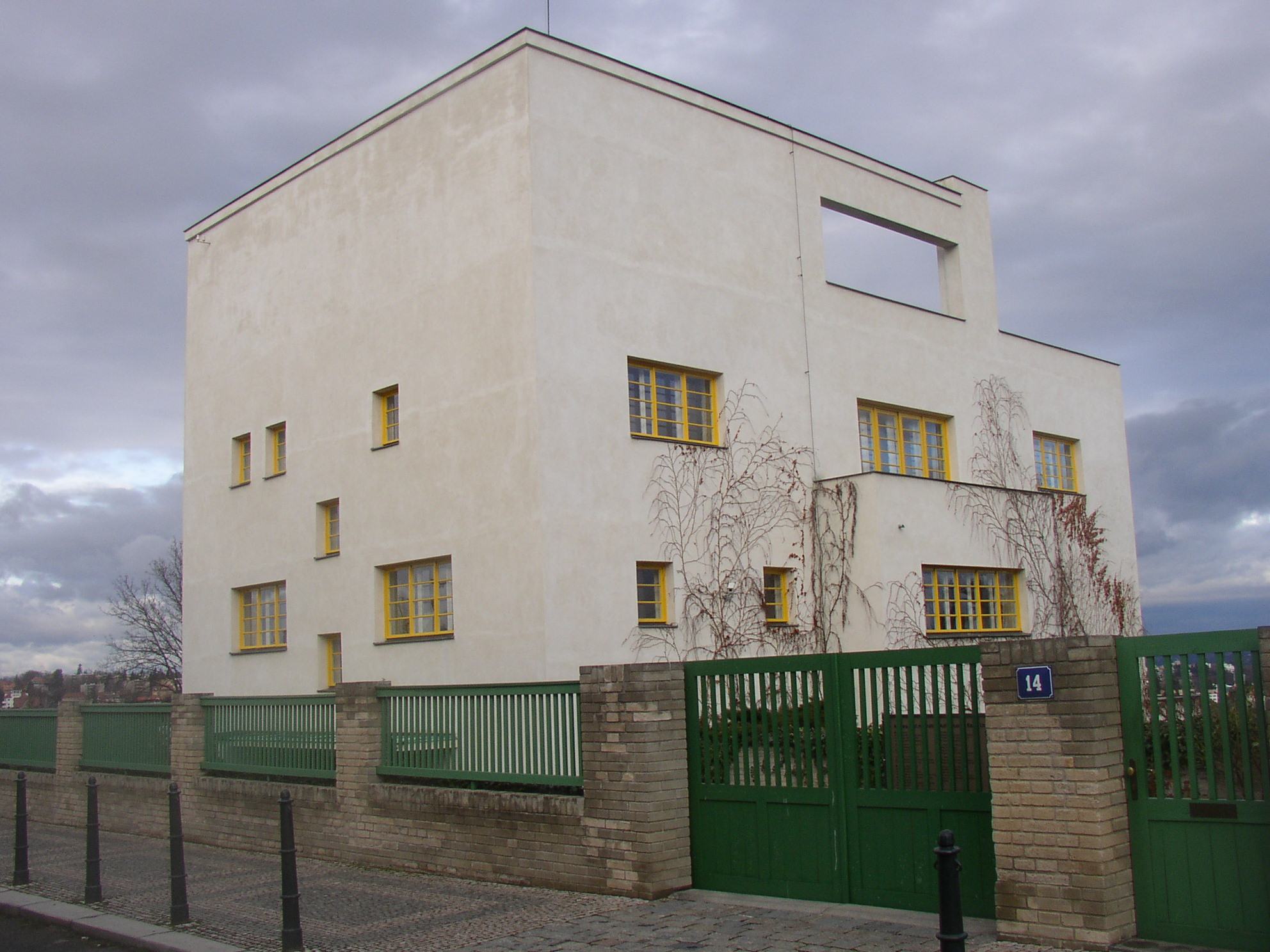
Casa Müller a Praga.

El 1910 l'arquitecte realitza la Villa Steiner i l'edifici plurifamiliar a la Michaelerplatz a Viena. El 1912 dissenya la Casa Scheu, també a Viena, una de les primeres a usar una coberta plana amb terrassa. Durant el projecte d'aquestes cases Loos va desenvolupar el concepte de Raumplan, una solució espacial en la qual els ambients tenen alçàries diverses segons la seva funció i la macla entre els volums comporta diversos desnivells. Posteriorment, l'arquitecte Le Corbusier reprendrà aquesta idea a algunes de les seves obres més cèlebres.
El 1922 Loos és nomenat director de l'oficina pels nous assentaments perifèrics de l'Ajuntament de Viena, càrrec que exercirà per poc temps però que el portarà a projectar algunes cases populars, una matèria en què fins llavors no havia aprofundit. Afronta aquest tema des d'una òptica diferent de la del Racionalisme: de fet les cases projectades per Loos foren pensades per a ser autoconstruïbles i per poder contribuir a la vida quotidiana dels seus habitants (per exemple, amb horts per al conreu de verdures, etc.) 
La possibilitat d'obtenir encàrrecs per part de personatges lligats al món de l'art i de la vida cultural parisenca empeny Loos a traslladar-se a aquesta ciutat. Molts artistes li demanaran consell però aconseguirà desenvolupar fins a la construcció només la casa per Tristan Tzara a Montmartre, mentre que aquella que era per Joséphine Baker no passarà de la fase de projecte. En aquests dos habitatges aprofundí l'experiència del Raumplan, i portà aquest concepte fins a la màxima expressió a les cases Moller a Viena i Müller a Praga.
Pel que fa a projectes no realitzats, el projecte de concurs per la seu del Chicago Tribune és important per la comprensió de l'obra de Loos. Es tracta d'un gratacel constituït per una columna dòrica amb fust i capitell que es recolza sobre un gran basament, tot revestit de marbre negre. Això ajuda a la interpretació de la relació de Loos amb l'art i l'arquitectura del passat i amb l'ornament.
El desembre del 2017 el Museu del Disseny de Barcelona li va dedicar una exposició retrospectiva.